# Кой да знае?
„Кой да знае?“ (на английски: Who knew?) е българската версия на германското телевизионно предаване: „Wer weiß denn sowas?“. То е делнично комедийно куиз шоу, което се излъчва в праймтайма на bTV с водещ Александър Кадиев. Предаването е част от портфолиото на британската мултинационална компания за телевизионно производство и разпространение Fremantle.

## Сезони
| Сезон | Сезон | ТВ канал | Година  | ТВ сезон    | Епизоди     | Старт        | Финал                             | Водещ             | Капитани         | Капитани     | Излъчване                            |
| ----- | ----- | -------- | ------- | ----------- | ----------- | ------------ | --------------------------------- | ----------------- | ---------------- | ------------ | ------------------------------------ |
|       | 1     | bTV      | 2024    | зима        | 35          | 1 януари     | 16 февруари                       | Александър Кадиев | Милица Гладнишка | Христо Пъдев | понеделник – петък, 20:00 – 21:00/30 |
|       | 2     | bTV      | 2024    | пролет-лято | 29          | 20 май       | 28 юни                            | Александър Кадиев | Милица Гладнишка | Христо Пъдев | понеделник – петък, 20:00 – 21:00/30 |
| есен  | 2     | bTV      | 2024    | 5           | 9 септември | 13 септември |                                   | Александър Кадиев | Милица Гладнишка | Христо Пъдев | понеделник – петък, 20:00 – 21:00/30 |
|       | 3     | bTV      | 2024/25 | зима        | 39          | 16 декември  | 7 февруари                        | Александър Кадиев | Милица Гладнишка | Христо Пъдев | понеделник – петък, 20:00 – 21:00/30 |
|       | 4     | bTV      | 2025    | пролет-лято | 4           | 19 февруари  | 12 март                           | Александър Кадиев | Милица Гладнишка | Христо Пъдев | сряда, 20:00 – 23:00                 |
| 10    | 4     | bTV      | 2025    | пролет-лято | 17 март     | 19 май       | понеделник, 20:00 – 23:00         | Александър Кадиев | Милица Гладнишка | Христо Пъдев |                                      |
| 13    | 4     | bTV      | 2025    | пролет-лято | 23 май      | 24 юни       | понеделник – петък, 20:00 – 21:30 | Александър Кадиев | Милица Гладнишка | Христо Пъдев |                                      |
| есен  | 4     | bTV      | 2025    |             | септември   |              |                                   | Александър Кадиев | Милица Гладнишка | Христо Пъдев |                                      |

## За предаването

### Регламент
В състезанието участват два отбора, състоящи се всеки от капитан – комедиен актьор, и гост – популярна личност. Те ще отговарят на въпросите на водещия с три възможни отговора (А, Б, В) от 10 различни категории – по 5 за всеки отбор (до сезон 2 категориите са 12). Зад всеки верен отговор на въпрос се печели сумата от 300 лева (максимална печалба: 3 000 лв. след удвояване на 11-и въпрос; до сезон 2 максимална печалба: 3 600 лв.).
Отборите имат право да използват по един жокер от своята публика, като са задължени да се съобразят с отговора на зрителя от своята агитка. В третия сезон се въвежда новият жокер „Смяна на местата“, който ще бъде скрит зад някоя от категориите с въпроси. Никой от играещите няма да знае в коя категория се намира той. Щом този жокер бъде активиран, капитанът на съответния отбор и водещият ще трябва да сменят местата си и да продължат играта, разменени само за този въпрос.
В трети сезон в една от категориите ще има въпрос, зададен от зрител.
Накрая идва ред на финалния 11-и въпрос, при който играта може да се преобърне изцяло (до сезон 2 финалният въпрос е 13-и). Двата отбора залагат сума, която ще се спечели при верен отговор или ще се изгуби при грешен. Печели отборът с най-голяма сума, а наградата – всички спечелени пари – ще бъдат предоставени на хората от публиката, избрали да подкрепят победилия отбор. В случай на равенство след 11-и въпрос ще се задава и финален 12-и въпрос, при който отборите не залагат суми. Отговорът е число, а отборът, чийто отговор е най-близо до действителния, ще спечели сумата, натрупана през епизода.

### Любопитно
- В немското издание на играта „Wer weiß denn sowas?“ за верен отговор на въпрос от 12-те категории печалбата на отбора е 500 евро.[3]
- От 25-и до 28-и епизод от първи сезон Станислава Ганчева замества Христо Пъдев като капитан.
- В 29-и епизод (сезон 1) на играта е зададен за първи път по изключение 15-и въпрос поради еднакви отговори на двата отбора на въпрос номер 14. Съвпадението се повтаря отново в 22-ри епизод (сезон 2).
- Последният 35-и епизод от първия сезон, първият и последният 34-и епизод от втория сезон, както и първият, 10-ият и 12-ият епизод от третия сезон са специални епизоди, в които играта се провежда два пъти един след друг, като те се излъчват от 20:00 до 22:50/23:10 (с изключение на 1 епизод от втори сезон и 10 и 12 епизод от трети сезон, които се излъчват от 20:00 до 22:30/45).[4][5] В четвърти сезон се излъчват 14 специални епизоди на предаването от 20:00 до 23:00.
- Запазена марка на Александър Кадиев в почти всеки епизод към края на предаването е да изважда ефектно и забавно листа с отговора на последния въпрос номер 11 (13).
- В първия сезон публиката спечелва общо 64 201 лева, във втория сезон – 62 101 лева, в третия – 64 002 лева, а в четвъртия – 55 688 лева, общо 245 992 лева.
- Най-малката печалба е 1 лев и е спечелена от отбора на Милица в 26-и епизод на сезон 2, а най-голямата – 4 200 лева, отново от нейния отбор, в двойния специален 7-и епизод на сезон 4. Максималната печалба от 3 000 лева е спечелена в 29-и епизод (сезон 3) от отбора на Пъдев.
- В епизод 29 (сезон 3) за първи път и двата отбора дават верни отговори на всички 10 възможни категории въпроси в играта, както и на финалния 11-ти въпрос в редовен епизод.
- На 28 януари 2025 г. е излъчен 100-ият епизод на „Кой да знае?“ по bTV.
- От 32-и до 34-и епизод от трети сезон играта се играе по стария регламент, тъй като са заснети по време на предходния сезон. В тях категориите с въпроси отново са 12 на брой и няма жокер „Смяна на местата“, нито зрителски въпрос.
- Резултатът в епизодите общо за всички сезони между капитаните в „Кой да знае?“ e:

| Победи за Милица | Равни | Победи за Христо     | Епизоди | Дата       |
| --- | ----- | -------------------- | ------- | ---------- |
| 62 | 9     | 60                   | 135     | 24.06.2025 |
| Победи за Милица | Равни | Победи за Станислава | 135     | 24.06.2025 |
| 3 | 0     | 1                    | 135     | 24.06.2025 |
| Най-дългата поредица от победи в предаването по време на излъчването на епизодите е: 5 (победи) за отбор Христо Пъдев |       |                      |         | 24.06.2025 |

## Сезон 1

### Участници
| Епизод        | Отбор Милица Гладнишка       | Отбор Христо Пъдев           | Публика (печалба)                                       |
| ------------- | ---------------------------- | ---------------------------- | ------------------------------------------------------- |
| 1 (01.01.24)  | Ернестина Шинова             | Йордан Караджов              | 42 души = 33.33 лв. (1400 лв. общо)                     |
| 2 (02.01.24)  | Милена Маркова – Маца        | Цветина Петрова              | 48 души = 62.50 лв. (3000 лв. общо)                     |
| 3 (03.01.24)  | проф. Николай Овчаров        | Стоян Дойчев                 | 37 души = 27.03 лв. (1000 лв. общо)                     |
| 4 (04.01.24)  | Симона Загорова              | проф. Георги Рачев           | 37 души = 48.68 лв. (1801 лв. общо)                     |
| 5 (05.01.24)  | Мая Бежанска                 | Филип Аврамов                | Равна (0 лв. общо)                                      |
| 6 (08.01.24)  | Николай Станоев              | Яна Маринова                 | Равна (0 лв. общо)                                      |
| 7 (09.01.24)  | Калоян Димитров – Балан      | Димитър Иванов – Капитана    | 36 души = 55.56 лв. (2000 лв. общо)                     |
| 8 (10.01.24)  | Мила Михова                  | Александър Деянов – Скилър   | 38 души = 47.36 лв. (1800 лв. общо)                     |
| 9 (11.01.24)  | Весела Бабинова              | Владимир Зомбори             | 40 души = 75.00 лв. (3000 лв. общо)                     |
| 10 (12.01.24) | Даниел Пеев – Дънди          | Борислав Чучков              | 43 души = 16.27 лв. (700 лв. общо)                      |
| 11 (15.01.24) | Цветина Петрова              | Милена Маркова – Маца        | 44 души = 13.61 лв. (599 лв. общо)                      |
| 12 (16.01.24) | Йордан Караджов              | Ернестина Шинова             | 45 души = 31.11 лв. (1400 лв. общо)                     |
| 13 (17.01.24) | Невена Бозукова – Неве       | проф. Николай Овчаров        | 43 души = 44.18 лв. (1900 лв. общо)                     |
| 14 (18.01.24) | Полина Недкова               | Анелия Луцинова              | 45 души = 53.33 лв. (2400 лв. общо)                     |
| 15 (19.01.24) | Николай Воденичаров – Никеца | Глория Петкова               | 44 души = 68.18 лв. (3000 лв. общо)                     |
| 16 (22.01.24) | Мирослав Иванов              | Гергана Турийска             | 42 души = 7.14 лв. (300 лв. общо)                       |
| 17 (23.01.24) | проф. Георги Рачев           | Симона Загорова              | 35 души = 28.57 лв. (1000 лв. общо)                     |
| 18 (24.01.24) | Яна Маринова                 | Николай Станоев              | 44 души = 40.90 лв. (1800 лв. общо)                     |
| 19 (25.01.24) | Александър Деянов – Скилър   | Мила Михова                  | 48 души = 25.00 лв. (1200 лв. общо)                     |
| 20 (26.01.24) | Рая Пеева                    | Моню Монев                   | 39 души = 61.53 лв. (2400 лв. общо)                     |
| 21 (29.01.24) | Евгени Генчев                | Валерия Георгиева            | 44 души = 22.72 лв. (1000 лв. общо)                     |
| 22 (30.01.24) | Еделина Кънева               | Нона Йотова                  | 39 души = 69.23 лв. (2700 лв. общо)                     |
| 23 (31.01.24) | Дешка Кротева                | Натали Трифонова             | 38 души = 63.15 лв. (2400 лв. общо)                     |
| 24 (01.02.24) | Димитър Иванов – Капитана    | Калоян Димитров – Балан      | 33 души = 54.54 лв. (1800 лв. общо)                     |
| Епизод        | Отбор Милица Гладнишка       | Отбор Станислава Ганчева     | Публика (печалба)                                       |
| 25 (02.02.24) | Христо Пъдев                 | Краси Радков                 | 46 души = 52.17 лв. (2400 лв. общо)                     |
| 26 (05.02.24) | Христо Пъдев                 | Краси Радков                 | 40 души = 82.50 лв. (3300 лв. общо)                     |
| 27 (06.02.24) | Анелия Луцинова              | Полина Недкова               | 41 души = 65.85 лв. (2700 лв. общо)                     |
| 28 (07.02.24) | Евелин Костова               | Ива Екимова                  | 45 души = 53.33 лв. (2400 лв. общо)                     |
| Епизод        | Отбор Милица Гладнишка       | Отбор Христо Пъдев           | Публика (печалба)                                       |
| 29 (08.02.24) | Глория Петкова               | Николай Воденичаров – Никеца | 43 души = 55.81 лв. (2400 лв. общо)                     |
| 30 (09.02.24) | Гергана Турийска             | Мирослав Иванов              | 40 души = 75.00 лв. (3000 лв. общо)                     |
| 31 (12.02.24) | Виктор Стоянов               | Евгени Генчев                | 39 души = 7.69 лв. (300 лв. общо)                       |
| 32 (13.02.24) | Алекс Раева                  | Краси Радков                 | 37 души = 51.35 лв. (1900 лв. общо)                     |
| 33 (14.02.24) | Камен Алипиев – Кедъра       | Рая Пеева                    | 42 души = 57.16 лв. (2401 лв. общо)                     |
| 34 (15.02.24) | Нона Йотова                  | Еделина Кънева               | 44 души = 20.45 лв. (900 лв. общо)                      |
| 35 (16.02.24) | Иван Велчев                  | Цветина Петрова              | 39 души = 100.00 лв. (3900 лв. общо) (специален епизод) |

## Сезон 2

### Участници
| Епизод                                     | Отбор Милица Гладнишка          | Отбор Христо Пъдев                                | Публика (печалба)                                       |
| ------------------------------------------ | ------------------------------- | ------------------------------------------------- | ------------------------------------------------------- |
| 1 (20.05.24)                               | Катерина Евро                   | Ники Кънчев                                       | 39 души = 71.79 лв. (2800 лв. общо) (специален епизод)  |
| 2 (21.05.24)                               | Стоян Дойчев                    | Филип Буков                                       | 44 души = 68.18 лв. (3000 лв. общо)                     |
| 3 (22.05.24)                               | Венцислав Благоев               | Тома Здравков                                     | 36 души = 33.36 лв. (1201 лв. общо)                     |
| 4 (23.05.24)                               | Емануела Толева                 | Доротея Толева                                    | 39 души = 46.17 лв. (1801 лв. общо)                     |
| 5 (27.05.24)                               | Гергана Стоянова                | Китодар Тодоров                                   | Равна (0 лв. общо)                                      |
| 6 (28.05.24)                               | Христо Мутафчиев                | Красимира Демирова                                | 39 души = 51.25 лв. (1999 лв. общо)                     |
| 7 (29.05.24)                               | Виктор Русинов                  | Ирина Папазова                                    | 42 души = 42.88 лв. (1801 лв. общо)                     |
| 8 (30.05.24)                               | Борислав Чучков                 | Даниел Пеев – Дънди                               | 42 души = 42.85 лв. (1800 лв. общо)                     |
| 9 (31.05.24)                               | Гергана Турийска                | Вихрен Георгиев                                   | 36 души = 55.55 лв. (2000 лв. общо)                     |
| 10 (03.06.24)                              | Атанас Пелтеков                 | Мирослав Ненков                                   | 42 души = 71.42 лв. (3000 лв. общо)                     |
| 11 (04.06.24)                              | Мирослав Ненков                 | Атанас Пелтеков                                   | 45 души = 66.66 лв. (3000 лв. общо)                     |
| 12 (05.06.24)                              | Дешка Кротева                   | Натали Трифонова                                  | 37 души = 72.97 лв. (2700 лв. общо)                     |
| 13 (06.06.24)                              | Тигран Торосян                  | Лазара Златарева                                  | 43 души = 27.90 лв. (1200 лв. общо)                     |
| 14 (07.06.24)                              | Кирил Добрев                    | проф. Атанас Атанасов                             | 42 души = 32.16 лв. (1351 лв. общо)                     |
| 15 (10.06.24)                              | Николай Банков                  | Николаос Цитиридис                                | 48 души = 25.00 лв. (1200 лв. общо)                     |
| 16 (11.06.24)                              | София Бобчева                   | Александър Хаджиангелов                           | 41 души = 43.90 лв. (1800 лв. общо)                     |
| 17 (12.06.24)                              | Иван Матев – Супер Любо         | Станислава Ганчева                                | 42 души = 57.16 лв. (2401 лв. общо)                     |
| 18 (13.06.24)                              | Явор Сарафов                    | Илиан Кустев                                      | 45 души = 40.00 лв. (1800 лв. общо)                     |
| 19 (14.06.24)                              | Златомир Молдовански            | Нора Караиванова                                  | 37 души = 20.24 лв. (749 лв. общо)                      |
| 20 (17.06.24)                              | Александра Богданска            | Луиза Григорова                                   | 43 души = 69.76 лв. (3000 лв. общо)                     |
| 21 (18.06.24)                              | Славена Вътова                  | Станимир Гъмов                                    | 41 души = 14.60 лв. (599 лв. общо)                      |
| 22 (19.06.24)                              | Саня Борисова                   | Кирил Недков                                      | 40 души = 60.00 лв. (2400 лв. общо)                     |
| 23 (20.06.24)                              | Мила Савова                     | Сами Хосни                                        | 45 души = 39.97 лв. (1799 лв. общо)                     |
| 24 (21.06.24)                              | Илиан Кустев                    | Явор Сарафов                                      | 43 души = 41.86 лв. (1800 лв. общо)                     |
| 25 (24.06.24)                              | Филип Буков                     | Стоян Дойчев                                      | 40 души = 37.50 лв. (1500 лв. общо)                     |
| 26 (25.06.24)                              | Владислав Виолинов              | Станислав Ангелов – Пелето                        | 43 души = 00.02 лв. (1 лв. общо)                        |
| 27 (26.06.24)                              | Полина Христова – Пополина Вокс | Лео Бианки                                        | 45 души = 53.33 лв. (2400 лв. общо)                     |
| 28 (27.06.24)                              | Сами Хосни                      | Мила Савова                                       | 38 души = 31.60 лв. (1201 лв. общо)                     |
| 29 (28.06.24)                              | Цветелин Атанасов – Цецо Елвиса | Иво Танев                                         | 45 души = 26.66 лв. (1200 лв. общо)                     |
| Специална седмица (продължение на сезон 2) |                                 |                                                   |                                                         |
| Епизод                                     | Отбор Милица Гладнишка          | Отбор Христо Пъдев                                | Публика (печалба)                                       |
| 30 (09.09.24)                              | Александър Сано                 | Ясен Атанасов                                     | 40 души = 60.00 лв. (2400 лв. общо)                     |
| 31 (10.09.24)                              | Мариан Маринов                  | Диляна Попова                                     | 41 души = 29.24 лв. (1199 лв. общо)                     |
| 32 (11.09.24)                              | Петър Антонов                   | Боряна Братоева                                   | 44 души = 47.70 лв. (2099 лв. общо)                     |
| 33 (12.09.24)                              | Живко Симеонов                  | Дария Симеонова                                   | 43 души = 20.93 лв. (900 лв. общо)                      |
| 34 (13.09.24)                              | Ники Кънчев                     | Станислава Ганчева (1 част) Краси Радков (2 част) | 40 души = 100.00 лв. (4000 лв. общо) (специален епизод) |

## Сезон 3

### Участници
| Епизод        | Отбор Милица Гладнишка     | Отбор Христо Пъдев      | Публика (печалба)                                      |
| ------------- | -------------------------- | ----------------------- | ------------------------------------------------------ |
| 1 (16.12.24)  | Гергана Турийска           | Орлин Горанов           | 43 души = 46.51 лв. (2000 лв. общо) (специален епизод) |
| 2 (17.12.24)  | Моню Монев                 | Станимир Гъмов          | 42 души = 42.85 лв. (1800 лв. общо)                    |
| 3 (18.12.24)  | Оля Малинова               | Прея                    | 39 души = 61.53 лв. (2400 лв. общо)                    |
| 4 (19.12.24)  | Богдана Трифонова          | Ненчо Илчев             | 43 души = 34.88 лв. (1500 лв. общо)                    |
| 5 (20.12.24)  | Славена Вътова             | Валери Генов            | 39 души = 46.15 лв. (1800 лв. общо)                    |
| 6 (23.12.24)  | Лазара Златарева           | Александър Дойнов       | Равна (0 лв. общо)                                     |
| 7 (24.12.24)  | Ивелина Чоева-Кадиева      | Славена Вътова          | 42 души = 50.00 лв. (2100 лв. общо)                    |
| 8 (26.12.24)  | Цветелина Цветкова         | Здрава Каменова         | 38 души = 23.68 лв. (900 лв. общо)                     |
| 9 (27.12.24)  | Анна Кръчмарова            | Божана Кацарова         | 41 души = 58.53 лв. (2400 лв. общо)                    |
| 10 (30.12.24) | Цветина Петрова            | Иван Велчев             | 45 души = 62.22 лв. (2800 лв. общо) (специален епизод) |
| 11 (31.12.24) | Гергана Турийска           | Ясен Козев              | 39 души = 7.69 лв. (300 лв. общо)                      |
| 12 (01.01.25) | Мирослав Ненков            | Атанас Пелтеков         | 42 души = 66.66 лв. (2800 лв. общо) (специален епизод) |
| 13 (02.01.25) | Деян Ангелов – Додо        | Иво Танев               | 39 души = 46.15 лв. (1800 лв. общо)                    |
| 14 (03.01.25) | Ненчо Илчев                | Богдана Трифонова       | 38 души = 47.36 лв. (1800 лв. общо)                    |
| 15 (06.01.25) | Станимир Гъмов             | Моню Монев              | Равна (0 лв. общо)                                     |
| 16 (07.01.25) | Кристина Димитрова         | Искрен Пецов            | 43 души = 48.83 лв. (2100 лв. общо)                    |
| 17 (08.01.25) | Лиляна Боянова             | Антония Йорданова       | 46 души = 52.17 лв. (2400 лв. общо)                    |
| 18 (09.01.25) | Михаил Йосифов             | Мариан Бачев            | 42 души = 14.26 лв. (599 лв. общо)                     |
| 19 (10.01.25) | Глория Петкова             | Свилен Ноев             | Равна (0 лв. общо)                                     |
| 20 (13.01.25) | Филип Буков                | Зоран Петровски         | Равна (0 лв. общо)                                     |
| 21 (14.01.25) | Мая Бежанска               | Веселин Калановски      | 33 души = 54.54 лв. (1800 лв. общо)                    |
| 22 (15.01.25) | Ути Бъчваров               | Атанас Пенев            | 38 души = 47.36 лв. (1800 лв. общо)                    |
| 23 (16.01.25) | Ивет Горанова              | Боряна Калейн           | 37 души = 48.64 лв. (1800 лв. общо)                    |
| 24 (17.01.25) | Владимир Зомбори           | Анелия Луцинова         | Равна (0 лв. общо)                                     |
| 25 (20.01.25) | Светослав Иванов           | Бесте Сабри             | 45 души = 53.33 лв. (2400 лв. общо)                    |
| 26 (21.01.25) | Полина Недкова             | Деян Ангелов – Додо     | 44 души = 34.09 лв. (1500 лв. общо)                    |
| 27 (22.01.25) | Камелия Тодорова           | Даниел Пеев – Дънди     | 45 души = 6.66 лв. (300 лв. общо)                      |
| 28 (23.01.25) | Боян Тодоров – RedBoy      | Евгени Будинов          | 40 души = 45.00 лв. (1800 лв. общо)                    |
| 29 (24.01.25) | Калоян Николов             | София Бобчева           | 43 души = 69.76 лв. (3000 лв. общо) максимална печалба |
| 30 (27.01.25) | Михаела Филева             | Велизар Величков – Визо | 45 души = 53.33 лв. (2400 лв. общо)                    |
| 31 (28.01.25) | Деси Бакърджиева           | Полина Недкова          | 40 души = 45.00 лв. (1800 лв. общо)                    |
| 32 (29.01.25) | Тома Здравков              | Венцислав Благоев       | 39 души = 15.41 лв. (601 лв. общо)                     |
| 33 (30.01.25) | Станислав Ангелов – Пелето | Владислав Виолинов      | 40 души = 67.52 лв. (2701 лв. общо)                    |
| 34 (31.01.25) | Петър Дочев                | Десислава Стоянова      | 44 души = 40.90 лв. (1800 лв. общо)                    |
| 35 (03.02.25) | Еделина Кънева             | Лиляна Боянова          | 38 души = 63.15 лв. (2400 лв. общо)                    |
| 36 (04.02.25) | Искра Донова               | Йоанна Темелкова        | 38 души = 63.15 лв. (2400 лв. общо)                    |
| 37 (05.02.25) | Красимира Демирова         | Рая Пеева               | 36 души = 50.02 лв. (1801 лв. общо)                    |
| 38 (06.02.25) | Веселин Калановски         | Деси Бакърджиева        | 32 души = 56.25 лв. (1800 лв. общо)                    |
| 39 (07.02.25) | Митьо Маринов              | Светослав Иванов        | 41 души = 58.53 лв. (2400 лв. общо)                    |

## Сезон 4

### Участници
| Епизод            | Отбор Милица Гладнишка | Отбор Христо Пъдев        | Публика (печалба)                    |
| ----------------- | ---------------------- | ------------------------- | ------------------------------------ |
| Специални епизоди |                        |                           |                                      |
| 1 (19.02.25)      | Александра Свиленова   | Павел Иванов              | 42 души = 76.19 лв. (3200 лв. общо)  |
| 2 (26.02.25)      | Петьо Петков – Шайбата | Антоан Петров – Анди      | 38 души = 55.26 лв. (2100 лв. общо)  |
| 3 (05.03.25)      | Надя Дердерян          | Димитър Иванов – Капитана | 38 души = 97.36 лв. (3700 лв. общо)  |
| 4 (12.03.25)      | Цветелина Цветкова     | Стефан Попов – Чефо       | 46 души = 63.02 лв. (2899 лв. общо)  |
| 5 (17.03.25)      | Искра Донова           | Емануела                  | 38 души = 47.36 лв. (1800 лв. общо)  |
| 6 (24.03.25)      | Благовест Аргиров      | Светослав Аргиров         | 47 души = 61.72 лв. (2901 лв. общо)  |
| 7 (31.03.25)      | Кали                   | Глория Петкова            | 41 души = 102.43 лв. (4200 лв. общо) |
| 8 (07.04.25)      | Милена Маркова – Маца  | Александър Дойнов         | 38 души = 34.21 лв. (1300 лв. общо)  |
| 9 (14.04.25)      | Франциска Йорданова    | Оля Малинова              | 42 души = 88.09 лв. (3700 лв. общо)  |
| 10 (21.04.25)     | Ваня Щерева            | Николай Станоев           | 45 души = 62.22 лв. (2800 лв. общо)  |
| 11 (28.04.25)     | Анелия Луцинова        | Невена Бозукова – Неве    | 37 души = 61.83 лв. (2288 лв. общо)  |
| 12 (05.05.25)     | Филип Буков            | Силвестър Силвестров      | 37 души = 16.21 лв. (600 лв. общо)   |
| 13 (12.05.25)     | Ива Тодорова           | Петър Калчев              | 36 души = 33.33 лв. (1200 лв. общо)  |
| 14 (19.05.25)     | Боряна Братоева        | Луиза Григорова           | 38 души = 60.55 лв. (2301 лв. общо)  |
| Редовни епизоди   |                        |                           |                                      |
| 15 (23.05.25)     | Таня Кожухарова        | Китодар Тодоров           | 39 души = 38.46 лв. (1500 лв. общо)  |
| 16 (26.05.25)     | Александра Гърдева     | Евгени Генчев             | 40 души = 50.00 лв. (2000 лв. общо)  |
| 17 (27.05.25)     | Ивайло Везенков        | Златимир Йочев            | 32 души = 9.37 лв. (300 лв. общо)    |
| 18 (28.05.25)     | Деян Ангелов – Додо    | Свилен Ноев               | 33 души = 54.54 лв. (1800 лв. общо)  |
| 19 (29.05.25)     | Валери Генов           | Ники Александров          | 49 души = 48.95 лв. (2399 лв. общо)  |
| 20 (30.05.25)     | Деси Добрева           | Димитър Донски            | Равна (0 лв. общо)                   |
| 21 (02.06.25)     | Диляна Попова          | Николай Мутафчиев         | 37 души = 8.10 лв. (300 лв. общо)    |
| 22 (03.06.25)     | Зейнеб Маджурова       | Ивайло Ненов              | 36 души = 52.77 лв. (1900 лв. общо)  |
| 23 (18.06.25)     | Йоана Захариева        | Георги Бърдаров           | 49 души = 30.61 лв. (1500 лв. общо)  |
| 24 (19.06.25)     | Цветана Сапова         | Ива Дойчинова             | 40 души = 60.00 лв. (2400 лв. общо)  |
| 25 (20.06.25)     | Свилен Ноев            | Деян Ангелов – Додо       | 46 души = 52.17 лв. (2400 лв. общо)  |
| 26 (23.06.25)     | Полина Недкова         | Борислав Лазаров          | 44 души = 54.54 лв. (2400 лв. общо)  |
| 27 (24.06.25)     | Георги Бърдаров        | Йоана Захариева           | 39 души = 46.15 лв. (1800 лв. общо)  |